# 張榮發基金會
財團法人张荣发基金会是由长荣集团創辦人张荣发創辦的基金會，成立于1985年，1986年1月完成登記，最初為提供清寒助學金之慈善法人團體。
基金会刚开始投入慈善医疗救助、文化教育奖助及“国家政策”研究，后来延伸到成立长荣交响乐团，后筹备長榮海事博物馆，基金会每年的公益支出约1亿元。张荣发还特别聘专家教工作人员做查访，工作人员也定期向他报告实地查访的情形。之后已延伸文化、教育、音乐，并筹设国际慈善奖章，表扬国际上对慈善事业及教育文化有贡献者。
1996年8月另行成立財團法人張榮發慈善基金會，專責急難救助、醫療補助、災害救助及喪葬補助等社會工作，張榮發基金會則負責文教公益活動的推廣。